# Callidulinae
Callidulinae Minet, 1990 è una sottofamiglia di lepidotteri appartenente alla famiglia Callidulidae, diffusa in Asia e Oceania con 38 specie.

## Etimologia
Il nome della sottofamiglia si ottiene da quello del genere tipo Callidula Hübner, 1819, a sua volta derivato dall'aggettivo latino callĭdŭlus (= abbastanza ingegnoso).

## Descrizione
I membri di questa sottofamiglia sono falene eteroneure appartenenti ai Ditrysia, con taglia media o medio-grande, dalle abitudini principalmente diurne; l'aspetto generale è alquanto simile a quello dei Papilionoidea.
Anche la posizione verticale delle ali a riposo ("a vela" anziché "a tetto", come di regola si osserva nelle falene) può far pensare immediatamente a una farfalla.

### Adulto

#### Capo
Il capo può presentare dei "ciuffi" di scaglie piliformi.
Gli occhi rivelano la presenza di minutissime setole interommatidiali; gli ocelli sono ridotti ma comunque presenti; i chaetosemata sono ben sviluppati, con piccole scaglie inframmezzate alle setole sensoriali.
Nell'apparato boccale, i lobi piliferi sono sempre presenti, come pure la spirotromba, quest'ultima priva di scaglie e ben sviluppata. I palpi mascellari sono ridotti. I palpi labiali sono trisegmentati, col II articolo di solito diritto o ascendente, mentre il III articolo è spesso diritto e termina con un organo di vom Rath ben definito.
Le antenne sono filiformi o al massimo lievemente clavate, ma mai pettinate; negli esemplari essiccati, spesso l'apice è uncinato; il flagello è provvisto di scaglie sulla superficie dorsale, talvolta anche su quella ventrale ma solo nella parte prossimale; i sensilli tricoidei sono di lunghezza ridotta.

#### Torace

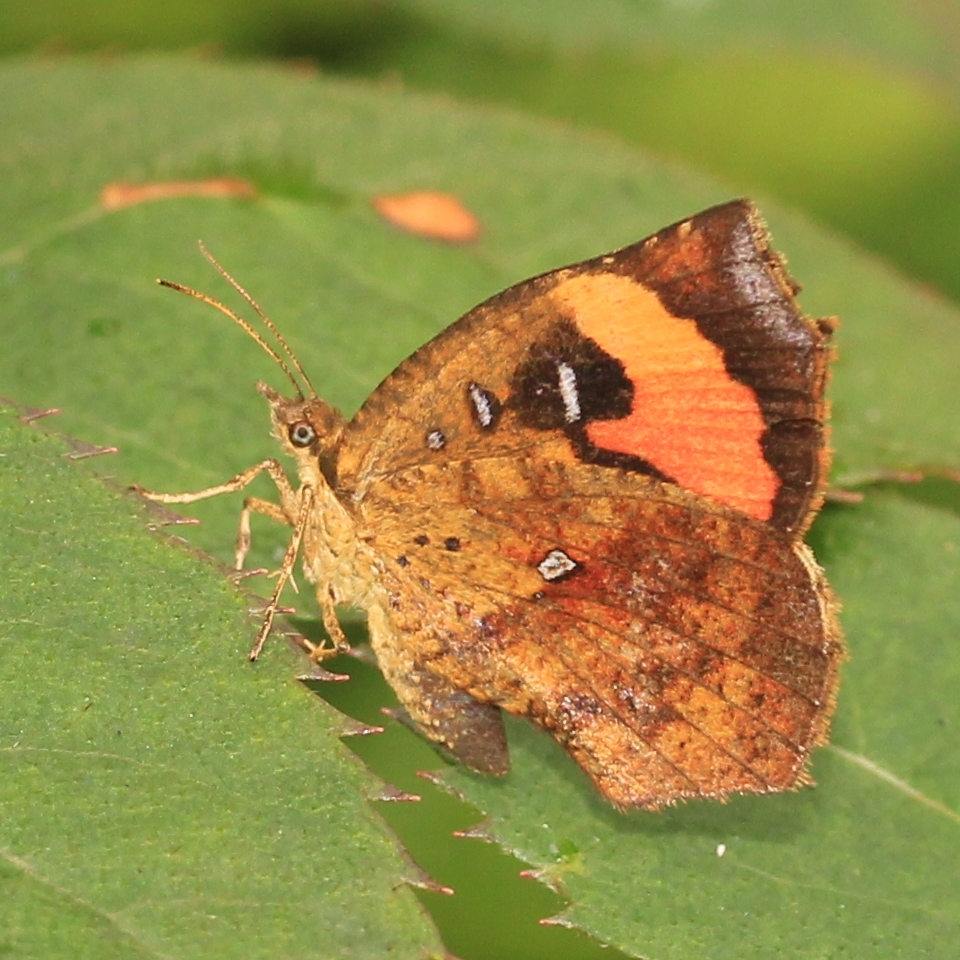
Pterodecta felderi

Il processo ventrale della tegula non risulta mai appuntito, ma al contrario spesso è alquanto corto; gli anepisterni del mesotorace sono ben sviluppati. Il metascuto è di fatto diviso in due sezioni; la parte posteriore del metascutello è spesso sollevata, piatta e verticale.
Nelle zampe, le tibie sono munite di spine, e quelle posteriori possono talvolta rivelare la presenza di ciuffi di scaglie androconiali; l'epifisi può essere ridotta oppure abbastanza allungata e la formula degli speroni tibiali è di norma 0-2-4 (spesso con gli speroni intermedi della zampa posteriore più corti di quelli apicali), ma può anche essere 0-2-3 oppure 0-2-2; nel tarso delle zampe anteriori, il IV tarsomero è munito sulla superficie ventrale di una coppia di robuste spine apicali, mentre il distitarso ne è privo, tranne in rari casi, in cui può reggere un gruppo di piccolissime spine; l'arolio è ben sviluppato e i pulvilli sono divisi; le unghie sono semplici, prive di dentellatura.
Nel maschio manca un retinaculum sulla subcosta, mentre il frenulum è presente in entrambi i sessi, ma è ridotto anche nelle specie in cui l'angolo omerale e più espanso; la spinarea è presente solo in Tetragonus.
Le ali possono avere un certo numero di scaglie sparse a forma di spatola; nel maschio, si possono osservare frangiature costituite da lunghe scaglie piliformi situate nella pagina inferiore dell'ala anteriore, come nel caso di Comella.
Nell'ala anteriore, R è libera; Rs2 ed Rs3 sono sempre unite, mentre Rs1 può essere libera o fusa con gli altri rami di Rs; Rs4 è sempre libera; M e CuA sono libere, con M2 posizionata nettamente più vicina a M3 che a M1; la nervatura radio-mediale (r-m) è lunga e sottile, a differenza di quanto riscontrabile nelle Griveaudiinae e nelle Pterothysaninae; CuP è sostituita da una piega; la cellula discale è aperta tra M1 ed M2; Sc+R è vicina oppure fusa con Rs al di là del punto di origine di M1; 1A+2A è priva di biforcazione alla base; 3A è di solito ben sviluppata.
Nell'ala posteriore, spesso è osservabile una sorta di sperone omerale su Sc+R (talvolta molto ridotto), che può avvicinarsi o sfiorare Rs per un certo tratto, prima della fine della cellula discale; quest'ultima spesso risulta aperta ed M2 è più vicina ad M3 che ad M1; non si osserva CuP; 3A può essere ridotta oppure ben sviluppata.

#### Addome

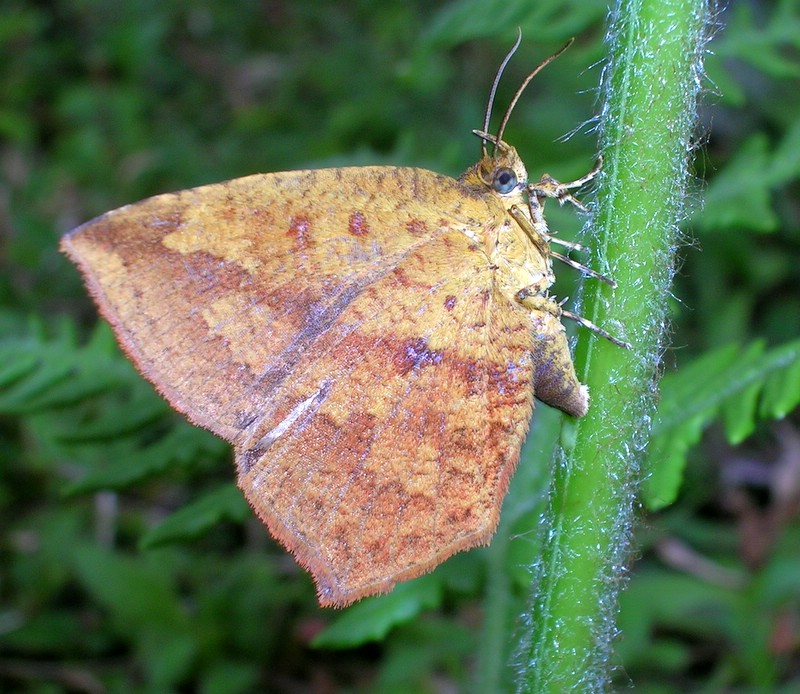
Tetragonus catamitus

Nell'addome non sono presenti organi timpanici; i bordi laterali del I tergite sono connessi anteriormente al II sternite attraverso uno sclerite tergosternale completo; il II sternite è spesso allungato, ma provvisto di brevi apodemi; i tergiti III-VI sono solitamente allargati; nel maschio, l'VIII sternite è ridotto a un paio di bastoncelli.
Nell'apparato genitale maschile, il vinculum è talvolta provvisto di un saccus; le valve sono unite ventralmente rispetto alla juxta; non si osserva uno gnathos completo, mentre l'uncus appare ristretto nella parte distale, quasi a formare una sorta di uncino; l'edeago presenta un 
coecum penis, talvolta molto ridotto.
Nel genitale femminile, la bursa copulatrix può essere semplice oppure provvista di svariati processi laterali; l'ostium bursae è situato proprio in prossimità del margine anteriore arcuato dell'VIII sternite; le apofisi sono alquanto pronunciate; l'ovopositore appare appiattito e quadrilobato.

### Uovo
Nelle Callidulinae, l'uovo è di regola ellittico e lievemente appiattito.

### Larva
All'interno dei Callidulidae, le larve sono state descritte solo per questa sottofamiglia; le setole primarie sono ben distribuite, ma quelle secondarie sono assenti.
Il capo è ipognato.
Nel torace, lo scudo dorsale (pronoto) è ampio, con cinque paia di setole; nel protorace, le setole laterali L sono due, mentre soltanto una setola subdorsale (SD2) è presente.
Ad ogni lato del primo segmento addominale si nota una ghiandola posta al di sotto della setola L2. Nei segmenti A1-A7 le due setole L sono distanziate una dall'altra, mentre appaiono ravvicinate in A8.
Cinque paia di corte pseudozampe sono presenti sui segmenti A3-A6 e A10, con uncini disposti a cerchio, in doppio ordine.

### Pupa
La pupa è obtecta, con i segmenti A8-A10 fusi tra loro.
I palpi mascellari sono talvolta esposti, mentre quelli labiali sono in gran parte nascosti; la spirotromba può essere allungata, come nel caso di Tetragonus e Pterodecta.
Nel torace, i profemori non sono esposti, mentre il secondo paio di zampe si spinge caudalmente più avanti delle antenne.

L'addome presenta solo due segmenti mobili; sui segmenti A2-A4 si osservano dei calli ambulacrali.
Il cremaster è costituito da una diecina di robuste setole ricurve.

## Biologia
Gli adulti volano durante il giorno nel sottobosco, ma solo poche specie sono attratte dalla luce durante il crepuscolo.

### Ciclo biologico
Dopo l'accoppiamento, le uova sono deposte singolarmente al margine delle foglie della pianta nutrice.
Le giovani larve arrotolano una o più foglie, fissandole con filamenti sericei, creando un riparo all'interno del quale si accrescono fino a compiuta maturazione.
L'impupamento avviene all'interno di questa struttura di protezione, da cui in seguito emergono gli adulti.

### Alimentazione
Si dispone di poche informazioni riguardo alle piante nutrici per le specie delle Callidulinae, ma si ritiene che questi bruchi siano strettamente pteridofagi, ossia si alimentino esclusivamente di foglie di felce; Tschistjakov e Belyaev (1987) hanno riportato i generi Matteuccia Tod., 1866 (Onocleaceae) e Osmundastrum C. Presl, 1847 (Osmundaceae) tra le piante ospite di Pterodecta felderi.
A Hong Kong è stata inoltre segnalata Pteridium aquilinum (L.) Kuhn, 1879 (felce aquilina, Dennstaedtiaceae) come pianta ospite di Tetragonus catamitus.

### Parassitoidismo
Non sono stati riportati fenomeni di parassitoidismo ai danni di queste larve.

## Distribuzione e habitat
Il taxon è presente in un areale esteso nelle ecozone indomalese e australasiana, con un limite occidentale rappresentato dall'India e dallo Sri Lanka, raggiungendo parte della Siberia meridionale e poi il Sud-est asiatico e l'Oceania settentrionale, fino alle Isole Salomone; la sottofamiglia non è presente in Australia.
L'habitat è rappresentato dal sottobosco della foresta pluviale.

## Tassonomia
Callidulinae Minet, 1990 - Nouv. Revue Entom. (N.S.) 6(4): 351-368 - genere tipo: Callidula Hübner, 1819 - Verz. Schmett.: 66.

### Generi
La sottofamiglia si compone di 4 generi e 38 specie, diffuse in Asia e Oceania:
- Callidula Hübner, 1819 - Verz. Schmett.: 66[4] (30 specie; dalla Birmania fino alle Isole Salomone) (genere tipo)
- Comella Pagenstecher, 1902 - Tierreich, 17: 21[13] (4 specie; Indonesia e Nuova Guinea)
- Pterodecta Butler, 1877 - Ann. Mag. Nat. Hist. (4) 20 (119): 399[14] (una specie; Asia orientale e meridionale)
- Tetragonus Geyer, 1832 - Zuträge Samml. exot. Schmett. 4: 17[15] (3 specie, Asia meridionale e sudorientale, Oceania)

### Sinonimi
Non sono stati riportati sinonimi

## Filogenesi
Qui sotto è mostrato un albero filogenetico, ricavato da quello proposto da Minet nel 1991, che mostra i rapporti tra le sottofamiglie di Callidulidae, e quelli che intercorrono tra la famiglia stessa e gli altri gruppi di Macrolepidoptera:
|  | \| \| Callidulinae \| \| \| \| \| \| Griveaudiinae \| \| \| \| |
|  |                                                                |
|  | Pterothysaninae                                                |
|  |                                                                |
|  | Callidulinae                                                   |
|  |                                                                |
|  | Griveaudiinae                                                  |
|  |                                                                |

|  | Callidulinae  |
|  |               |
|  | Griveaudiinae |
|  |               |

|  | Hedyloidea                                                     |
|  |                                                                |
|  | \| \| Hesperioidea \| \| \| \| \| \| Papilionoidea \| \| \| \| |
|  |                                                                |
|  | Hesperioidea                                                   |
|  |                                                                |
|  | Papilionoidea                                                  |
|  |                                                                |

|  | Hesperioidea  |
|  |               |
|  | Papilionoidea |
|  |               |

|  | Drepanoidea  |
|  |              |
|  | Geometroidea |
|  |              |

|  | \| \| Callidulinae \| \| \| \| \| \| Griveaudiinae \| \| \| \| |
|  |                                                                |
|  | Pterothysaninae                                                |
|  |                                                                |
|  | Callidulinae                                                   |
|  |                                                                |
|  | Griveaudiinae                                                  |
|  |                                                                |

|  | Callidulinae  |
|  |               |
|  | Griveaudiinae |
|  |               |

|  | Hedyloidea                                                     |
|  |                                                                |
|  | \| \| Hesperioidea \| \| \| \| \| \| Papilionoidea \| \| \| \| |
|  |                                                                |
|  | Hesperioidea                                                   |
|  |                                                                |
|  | Papilionoidea                                                  |
|  |                                                                |

|  | Hesperioidea  |
|  |               |
|  | Papilionoidea |
|  |               |

|  | Drepanoidea  |
|  |              |
|  | Geometroidea |
|  |              |

|  | Mimallonoidea  |
|  |                |
|  | Bombycoidea    |
|  |                |
|  | Lasiocampoidea |
|  |                |

|  | \| \| Callidulinae \| \| \| \| \| \| Griveaudiinae \| \| \| \| |
|  |                                                                |
|  | Pterothysaninae                                                |
|  |                                                                |
|  | Callidulinae                                                   |
|  |                                                                |
|  | Griveaudiinae                                                  |
|  |                                                                |

|  | Callidulinae  |
|  |               |
|  | Griveaudiinae |
|  |               |

|  | Hedyloidea                                                     |
|  |                                                                |
|  | \| \| Hesperioidea \| \| \| \| \| \| Papilionoidea \| \| \| \| |
|  |                                                                |
|  | Hesperioidea                                                   |
|  |                                                                |
|  | Papilionoidea                                                  |
|  |                                                                |

|  | Hesperioidea  |
|  |               |
|  | Papilionoidea |
|  |               |

|  | Drepanoidea  |
|  |              |
|  | Geometroidea |
|  |              |

|  | \| \| Callidulinae \| \| \| \| \| \| Griveaudiinae \| \| \| \| |
|  |                                                                |
|  | Pterothysaninae                                                |
|  |                                                                |
|  | Callidulinae                                                   |
|  |                                                                |
|  | Griveaudiinae                                                  |
|  |                                                                |

|  | Callidulinae  |
|  |               |
|  | Griveaudiinae |
|  |               |

|  | Hedyloidea                                                     |
|  |                                                                |
|  | \| \| Hesperioidea \| \| \| \| \| \| Papilionoidea \| \| \| \| |
|  |                                                                |
|  | Hesperioidea                                                   |
|  |                                                                |
|  | Papilionoidea                                                  |
|  |                                                                |

|  | Hesperioidea  |
|  |               |
|  | Papilionoidea |
|  |               |

|  | Drepanoidea  |
|  |              |
|  | Geometroidea |
|  |              |

|  | Mimallonoidea  |
|  |                |
|  | Bombycoidea    |
|  |                |
|  | Lasiocampoidea |
|  |                |

## Alcune specie

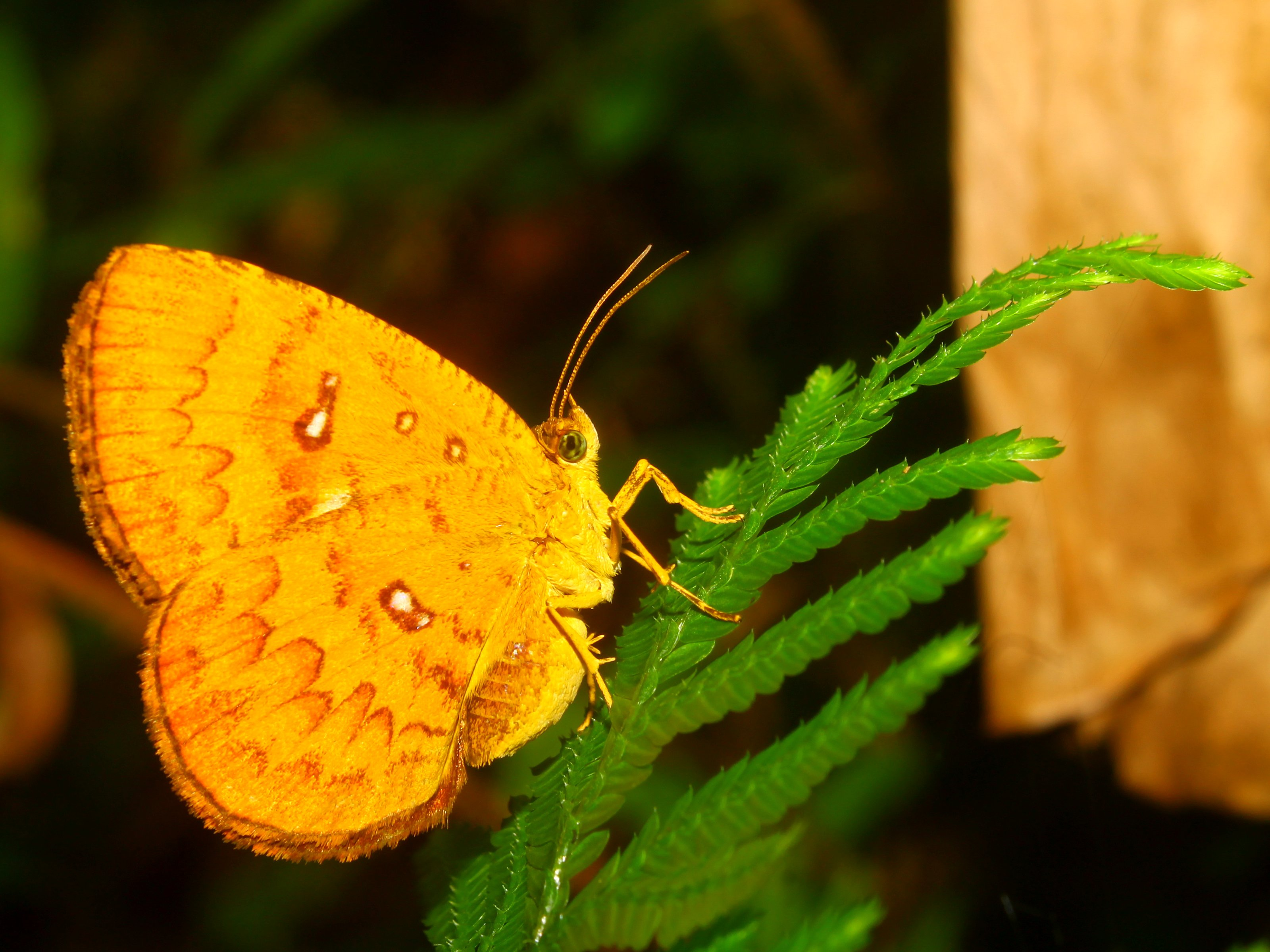
Callidula evander
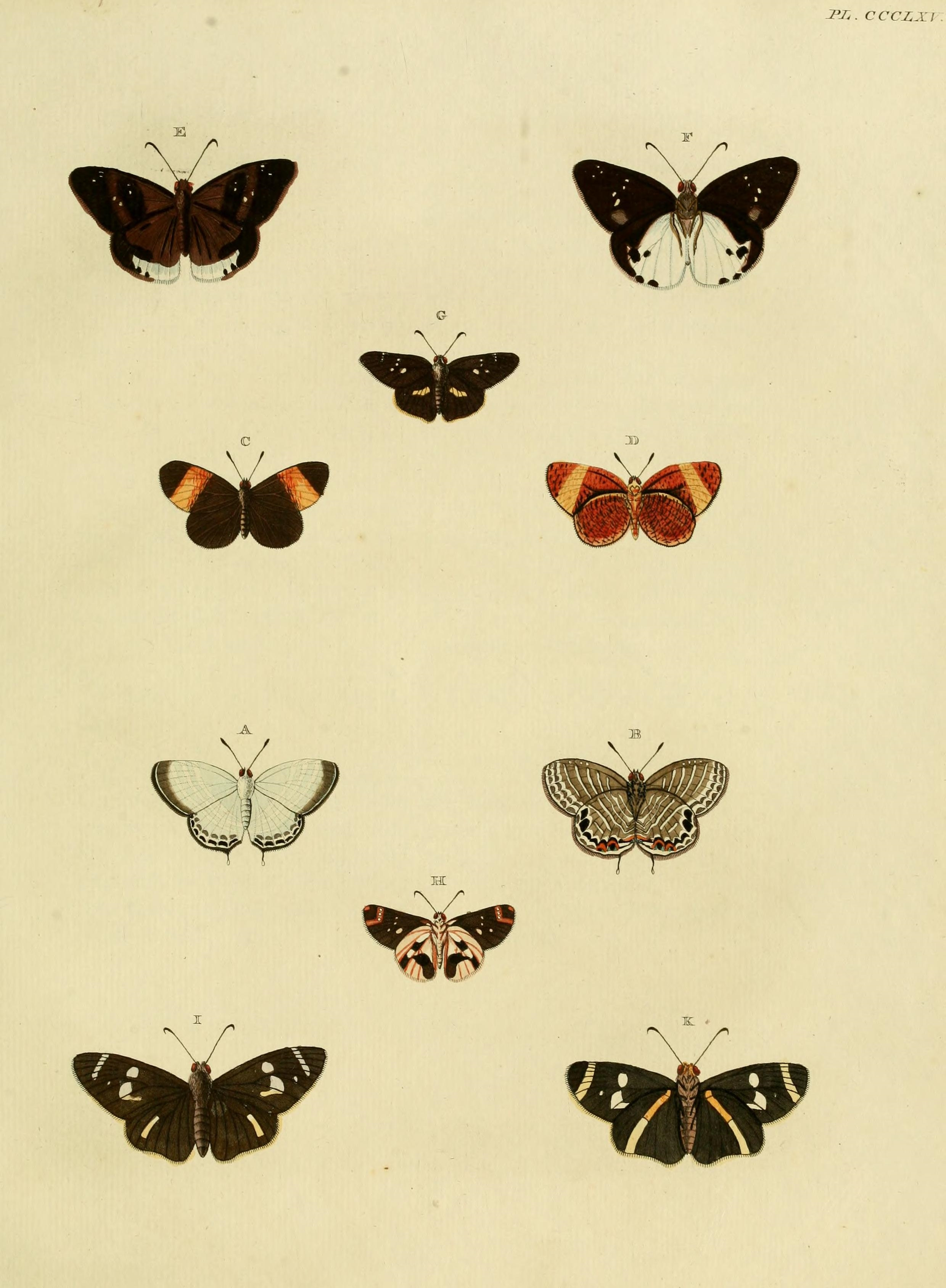
Callidula petavius C: recto; D: verso
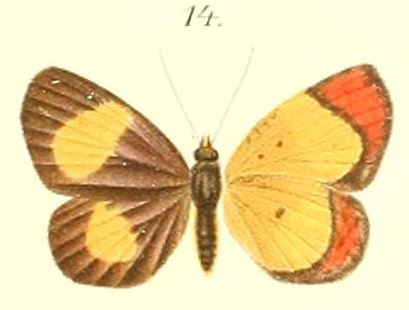
Callidula hypoleuca
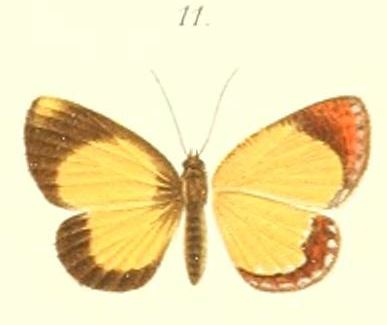
Callidula miokensis
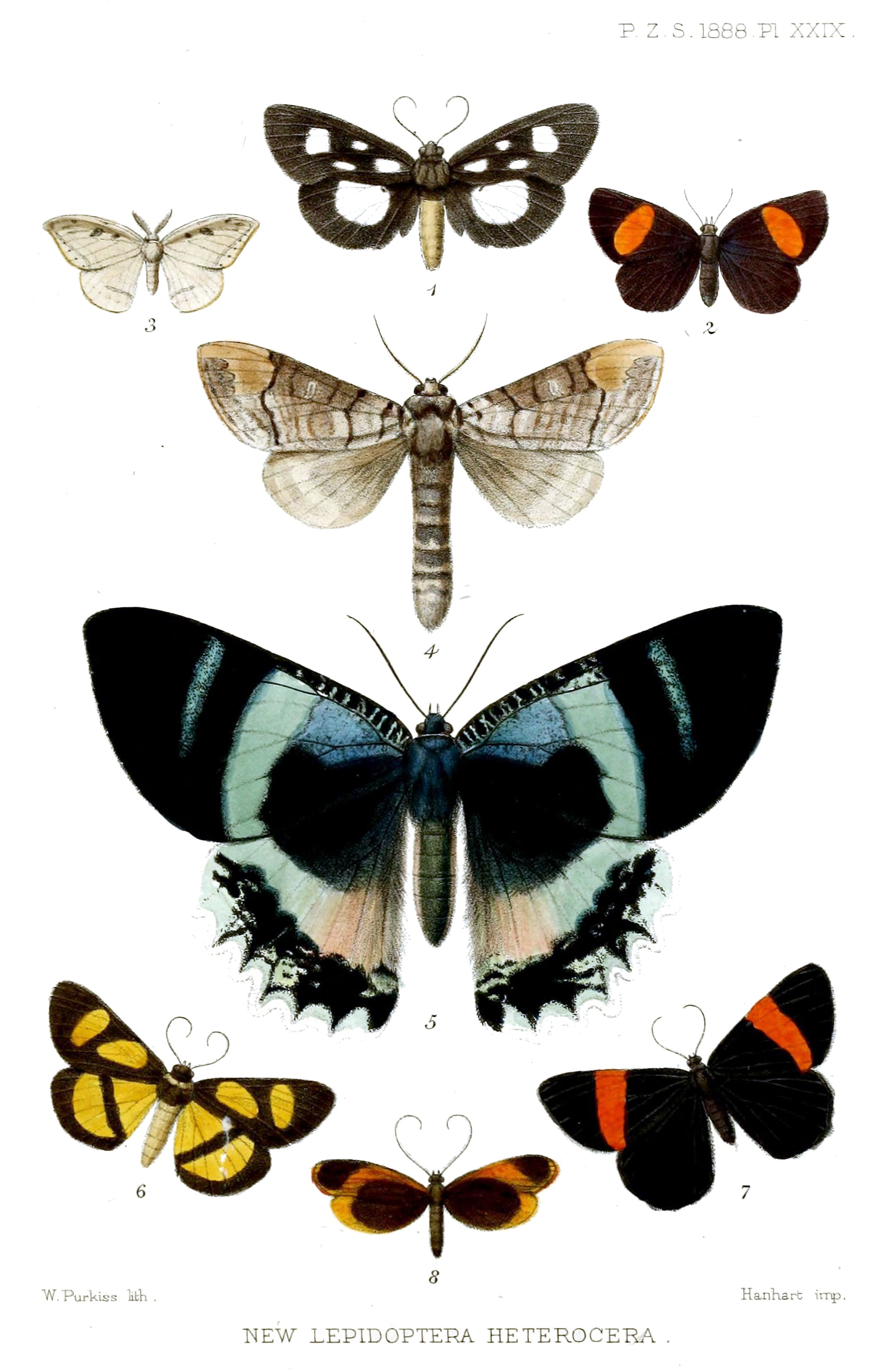
Callidula nenia 2: ♀
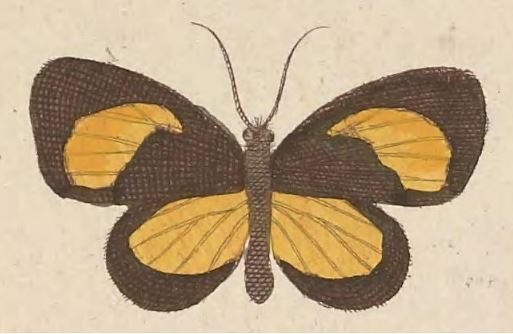
Callidula plioxantha
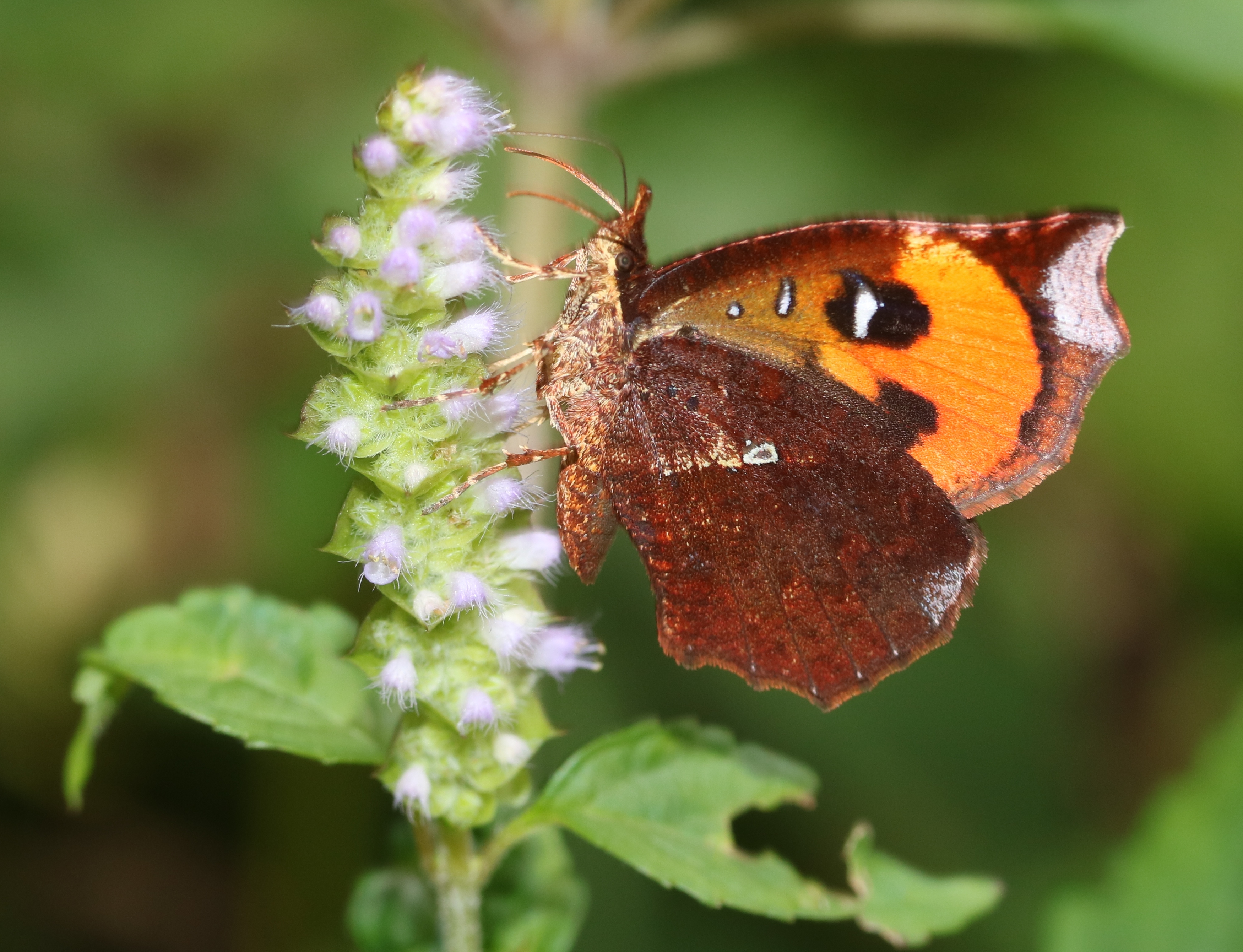
Pterodecta felderi
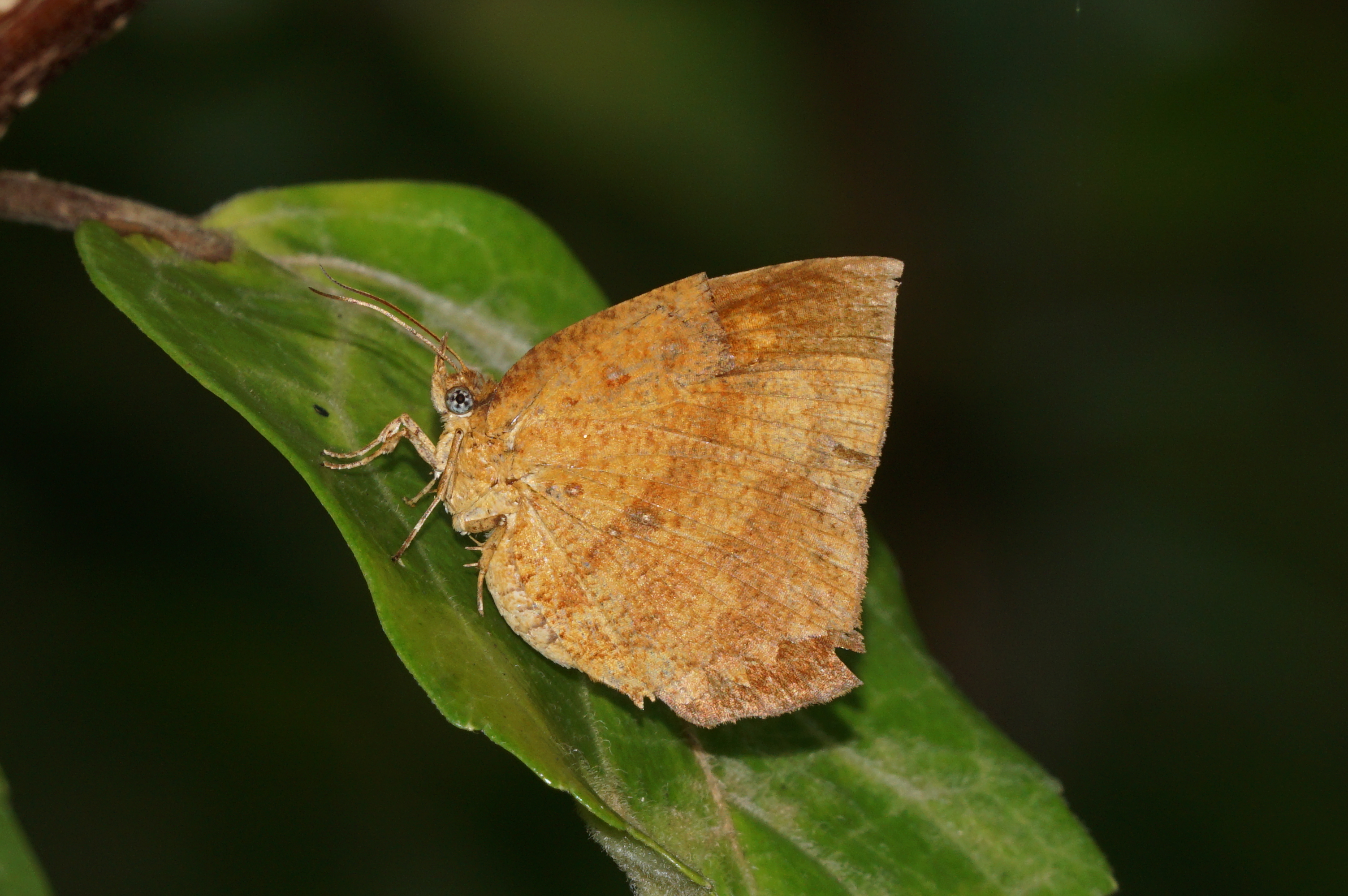
Tetragonus catamitus

## Conservazione
Nessuna specie appartenente a questa sottofamiglia è stata inserita nella Lista rossa IUCN.

### Testi
- (EN) Barlow, H. S., An Introduction to the Moths of South East Asia, d'Abrera, B., Kuala Lumpur and Faringdon, U.K., The Malayan Nature Society and E.W. Classey, 1982,  pp. x+305; 50 pls, ISBN 9780860960188, OCLC 252308130.
- (EN) Capinera, J. L. (Ed.), Encyclopedia of Entomology, 4 voll., 2nd Ed., Dordrecht, Springer Science+Business Media B.V., 2008,  pp. lxiii + 4346, ISBN 978-1-4020-6242-1, LCCN 2008930112, OCLC 837039413.
- Castiglioni, L. & Mariotti, S., IL - Vocabolario della lingua latina, Brambilla, A. & Campagna, G., 30ª ristampa, Torino, Loescher, 1983  [1966],  p. 2493, ISBN 978-88-201-6657-1, LCCN 76485030, OCLC 848632390.
- (EN) Chapman, R. F., The insects: structure and function, 4ª edizione, Cambridge, Cambridge University Press, 1998,  pp. xvii, 770, ISBN 0-521-57048-4, LCCN 97035219, OCLC 37682660.
- (EN) Common, I. F. B., Moths of Australia, Slater, E. (fotografie), Carlton, Victoria, Melbourne University Press, 1990,  pp. vi, 535, 32 con tavv. a colori, ISBN 9780522843262, LCCN 89048654, OCLC 220444217.
- (DE) Geyer, C., Zuträge zur Sammlung exotischer Schmettlinge [sic]: bestehend in Bekundigung einzelner Fliegmuster neuer oder rarer nichteuropäischer Gattungen (PDF), Hübner, J., Vol. 4, Augusta, bey dem Verfasser zu finden, 1832  [1818-1837],  p. 17, DOI:10.5962/bhl.title.12439, ISBN non esistente, OCLC 19807810.
- (FR) Grassé, P.-P. (a cura di), Traité de Zoologie, fascicolo 10, Parigi, Masson, 1951,  pp. 174-448 + pls. 1-3, ISBN non esistente, LCCN 49002833, OCLC 11807259.
- (EN) Grimaldi, D. A.; Engel, M. S., Evolution of the insects, Cambridge [U.K.]; New York, Cambridge University Press, maggio 2005,  pp. xv + 755, ISBN 978-0-521-82149-0, LCCN 2004054605, OCLC 56057971.
- (EN) Hampson, G. F., Family Pterothysanidae (PDF), in Blanford, W. T. (Ed.). The Fauna of British India, including Ceylon and Burma, Moths, vol. 1., Londra, Taylor & Francis, 1892,  pp. 430-432, DOI:10.5962/bhl.title.100745, ISBN non esistente, LCCN 01026626, OCLC 928803451.
- (DE) Hering, E. M., Familie: Pterothysanidae, in Seitz, A. (Ed.). Die Gross-Schmetterlinge der Erde, Vol. 10 - Die afrikanischen Spinner und Schwarmer, Stoccarda, A. Kernen, 1926,  pp. 123–125, tav. 19, ISBN non esistente, OCLC 488252732.
- (DE) Holloway, J. D.; Bradley, J. D. & Carter, D. J., Lepidoptera, in Betts, C. R. (Ed.). CIE Guides to Insects of importance to Man, Vol. I, Londra, CAB International Institute of Entomology & British Museum (Natural History), 1987,  pp. 1-262, ISBN 9780851986050, OCLC 180474624.
- (DE, LA) Hübner, J., Verzeichniss bekannter Schmettlinge (PDF), Augusta, Verfasser zu Finden, 1819  [1816-1826],  pp. 431+72, ISBN non esistente, LCCN 08022995, OCLC 24336897.
- (JA) Inoue, H., Check list of the Lepidoptera of Japan - Part 2: Alucitidae - Epicopeidae, Tokyo, Rikusuisha, 1955,  pp. 113-217, ISBN non esistente, OCLC 770706878.
- (DE) Kobes, L. W. B., The Callidulidae of Sumatra, in Heterocera sumatrana, Vol. 6 - Limacodidae, Ratardidae, Callidulidae, Brahmaeidae, Lasiocampidae, Gottingen, Heterocera Sumatrana Society, 1990,  pp. 101-115, ISBN 9783925055096, OCLC 488100556.
- (EN) Kristensen, N. P. (Ed.), Handbuch der Zoologie / Handbook of Zoology, Band 4: Arthropoda - 2. Hälfte: Insecta - Lepidoptera, moths and butterflies, Kükenthal, W. (Ed.), Fischer, M. (Scientific Ed.), Teilband/Part 35: Volume 1: Evolution, systematics, and biogeography, ristampa 2013, Berlino, New York, Walter de Gruyter, 1999  [1998],  pp. x, 491, ISBN 978-3-11-015704-8, OCLC 174380917.
- (EN, JA) Nagano, K., Life-history of some Japanese Lepidoptera containing new genera and species, collana Bulletin of the Nawa Entomological Laboratory, Vol. 1, Gifu, Nawa Entomological Laboratory, 1916,  pp. 1-27 + 9 tavv., ISBN non esistente, OCLC 13531989.
- (DE) Pagenstecher, A., Callidulidae, bearbeitet von dr. Arnold Pagenstecher - Mit 19 abbildungen (PDF), collana Das Tierreich, Vol. 17, Berlino, R. Friedländer und Sohn, 1902,  p. 21, DOI:10.5962/bhl.title.1237, ISBN non esistente, LCCN 06035713, OCLC 3623513.
- (EN) Parker, S. B. (Ed.), Synopsis and classification of living organisms, vol. 2, New York, McGraw-Hill, 1982,  p. 1119, ISBN 9780070790315, LCCN 81013653, OCLC 7732464.
- (EN) Scoble, M. J., The Lepidoptera: Form, Function and Diversity, seconda edizione, London, Oxford University Press & Natural History Museum, 2011  [1992],  pp. xi, 404, ISBN 978-0-19-854952-9, LCCN 92004297, OCLC 25282932.
- (EN) Seitz, A., Family: Callidulidae, in The Macrolepidoptera of the World, Vol. 10, Stoccarda, Verlag des Seitz'schen werkes (A. Kernen), 1924,  pp. 491-496, ISBN non esistente, LCCN unk82065024, OCLC 41184004.
- (EN, LA) Walker, F., List of the specimens of lepidopterous insects in the collection of the British Museum (PDF), collana Order of the Trustees, Vol. 2, Londra, 1854  [1854-66],  p. 401, DOI:10.5962/bhl.title.58221, ISBN non esistente, OCLC 9610924.
- (ZH) Wang, H. Y., Illustrations of day-flying moths in Taiwan, Taipei, Taiwan Museum, 1993,  p. 105, ISBN 9789575313043, OCLC 488206514.
- (EN) Yen, S. H. & Wu, S., Biota Taiwanica / Hexapoda: Lepidoptera, Calliduloidea, Callidulidae, Callidulinae (PDF), Kaohsiung, National Sun Yat-Sen University, 2009,  p. 24, ISBN 9789579014397, OCLC 765856971.